# Pagaruyung
Pagaruyung (també Pagarruyung, Pagar Ruyung, i Malayapura o Malayupura) va ser la seu dels reis minangkabau de Sumatra occidental, tot i que poc se sap sobre ell. El Pagaruyung modern és un poble al subdistricte de Tanjung Emas, kabupaten de Tanah Datar, situat prop de la ciutat de Batusangkar, Indonèsia.

## Història

### Començaments

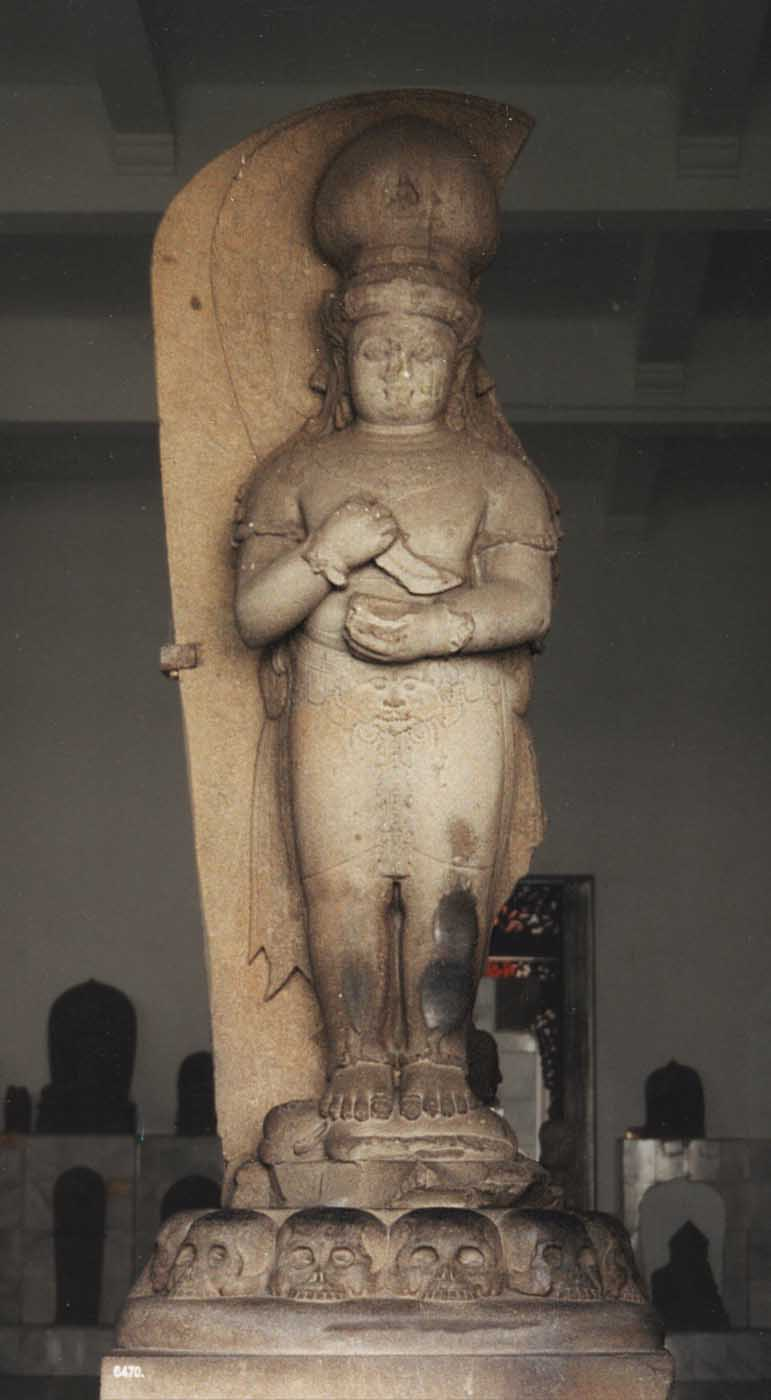
Estàtua d'Adityawarman al Museu Nacional d'Indonèsia

Es creu que Adityawarman va fundar el regne i va governar la regió de Sumatra central entre 1347 i 1375, molt probablement per controlar el comerç d'or local. Els pocs artefactes recuperats del regnat d'Adityawarman inclouen una sèrie de pedres que contenen inscripcions i estàtues. Alguns d'aquests articles es van trobar a Bukit Gombak, un turó prop de la moderna Pagarruyung, i es creu que allà hi havia un palau reial.
Hi ha una bretxa important en el quadre històric en les terres altes de Minangkabau entre l'última data de la inscripció d'Adityawarman en 1375 i la Suma Oriental de Tomé Pires, escrita en algun moment entre 1513 i 1515.
Al segle xvi, època del següent informe sobre el regnat d'Adityawarman, el poder reial s'havia dividit en tres reis regnants reconeguts. Eren el rei del món (Raja Alam), el rei d'Adat (Raja Adat), i el rei de la Religió (Raja Ibadat). Col·lectivament se'ls anomenava els reis dels tres seients (Rajo Tigo Selo).

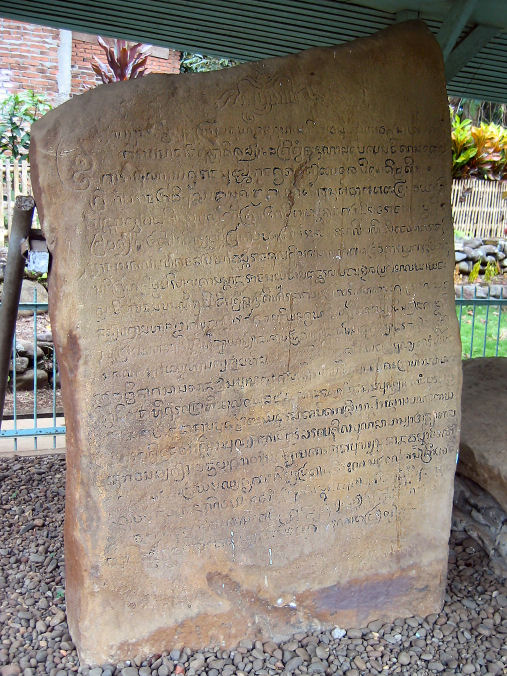
Una pedra amb inscripcions del regne d'Adityawarman

El primer europeu a entrar a la regió fou Thomas Dias, un portuguès empleat del governador neerlandès de Malaca. Va viatjar des de la costa est fins a arribar a la regió en 1684 i reportà, probablement d'oïdes, que no hi havia un palau a Pagaruyung i que els visitants havien de passar per tres portes per entrar-hi. Les ocupacions primàries locals en aquella època eren el rentat d'or i l'agricultura.

### Col·lapse del regne
El poder real de Pagaruyung era molt feble en el moment abans de la guerra dels Padri, tot i que el rei encara era respectat. Diverses àrees de la costa oest van caure sota la influència d'Aceh, mentre que Inderapura a la costa sud pràcticament va esdevenir un regne independent tot i que encara subjecte oficialment al rei de Pagaruyung.
El 1803 va començar una guerra civil amb el grup fonamentalista islàmic Padri, en conflicte amb els grups tradicionals grups sincrètics, les famílies de l'elit i els membres de la reialesa de Pagarruyung. Durant el conflicte de la major part de la família reial de Minangkabau fou assassinada el 1815, per ordre de Tuanku Lintau.
Els britànics van controlar la costa oest de Sumatra entre 1795 i 1819. Thomas Stamford Raffles van visitar Pagarruyung el 1818. Va arribar-hi des de la costa oest, i en aquella època ja s'havia cremat fins als fonaments tres vegades. Va ser reconstruït després dels dos primers incendis, però es va abandonar després del tercer intent, i Raffles va trobar poc més que arbres del tipus ficus benjamina.
Els holandesos van tornar a Padang el maig de 1819. Com a resultat d'un tractat amb una sèrie de penghulu i representants de la família reial minangkabau assassinada, les forces holandeses van fer el seu primer atac a un llogaret dels Padri a l'abril de 1821. Els Països Baixos van reafirmar la seva influència a l'illa de Sumatra i Pagaruyung, amb la signatura del Tractat de Londres el 1824 amb els britànics.
El prestigi de Pagaruyung es va mantenir alt entre les comunitats minangkabau a Rantau, i quan els membres de la cort foren dispersats després d'una fallida rebel·lió contra els holandesos en 1833, un dels prínceps va ser convidat a convertir-se en el governant a Kuantan.

## Palau de Pagaruyung
El Palau de Pagaruyung (en minangkabau Istano Basa Pagaruyuang) és l'istana (palau reial) de l'antic Regne de Pagaruyung. Va ser construït en l'estil arquitectònic tradicional vernacle minangkabau de Rumah Gadang, però tenia una sèrie d'elements atípics incloent l'estructura de tres pisos i una major dimensió en comparació amb el Rumah Gadang comú.
Encara que avui en dia no hi ha rei o família reial resident en aquest palau, encara és tingut en alta estima entre els minangkabau perquè els descendents de nobles Minang dispersos (bangsawan) continuen buscant arrels i vincles amb l'antiga casa reial de Pagaruyung. El palau ha estat destruït pel foc en diverses ocasions, en 1804, 1966 i 2007. S'ha reconstruït de nou i avui funciona com a museu i atracció turística popular.

### Arquitectura
El palau original va ser construït enterament de fusta, però, l'estructura de l'edifici actual utilitza una estructura de formigó modern. No obstant això, el Istano Basa Pagaruyung va ser bastant fidelment restaurada utilitzant tècniques i materials tradicionals adornades amb 60 talles que signifiquen la filosofia i la cultura Minang. [8] El palau té tres plantes i disposa de 72 pilars i la típica Rumah Gadang gonjong sostre corb banya-com fet amb 26.000 quilograms d'ijuk negre aren fibres de palma. El palau també està equipat amb més de 100 rèpliques de Minang mobles antics i objectes, amb l'objectiu del palau de ser un centre cultural Minangkabau, així com una atracció turística.
El palau original va ser construït enterament de fusta, però, l'estructura de l'edifici actual utilitza una estructura de formigó modern. No obstant això, l''Istano Basa Pagaruyung fou bastant fidelment restaurat amb tècniques i materials tradicionals i adornat amb 60 talles que signifiquen la filosofia i la cultura Minang. El palau té tres plantes i disposa de 72 pilars i el típic sostre corbat del Rumah Gadang 26.000 quilograms d'ijuk negre de fibres de palma d'arenga pinnata. El palau també està equipat amb més de 100 rèpliques de mobles antics i objectes Minang, amb l'objectiu que el palau esdevingui un centre cultural de Minangkabau, així com una atracció turística.

### Història
El palau original Pagaruyung es va construir sobre el pujol de Batu Patah, però va ser incendiat durant un motí a la Guerra Padri el 1804. El palau va ser reconstruït, però una vegada més destruït per un incendi el 1966. L'edifici va ser reconstruït de nou en 1976 com una rèplica de l'original palau de Pagaruyung. La restauració del palau va ser marcada amb l'erecció de les tunggak tuo (columnes principals) el 27 de desembre de 1976 pel governador de Sumatra Occidental Harun Zain. Després de la seva finalització, el palau es va fer popular com un museu i atracció turística. Aquest edifici no va ser construït en el lloc original, sinó al seu sud.
El palau va ser novament destruït per un incendi el 27 de febrer de 2007 després que fos tocat per un llamp. S'estima que només el 15% dels artefactes valuosos va sobreviure a l'incendi. Avui en dia els artefactes supervivents s'emmagatzemen al Balai Benda Purbakala Kabupaten Tanah Datar (Autoritat Arqueològica de la Regència de Tanah Datar). El pusaka o llegat del Regne de Pagaruyung fou emmagatzemat al Palau Silinduang Bulan, ubicat a 2 km al sud del Palau de Pagaruyung. La restauració de l'edifici va trigar sis anys i va costar aproximadament uns 20 milions de rúpies (1,91 milions de dòlars USA). L'edifici va ser rematat i inaugurat pel president Susilo Bambang Yudhoyono l'octubre del2013

## Segell reial
Flicher presenta el segell reial de Menangkabau, una mena de medalla més o menys circular amb complexa decoració externa i al cercle central una inscripció en lletres àrabs.